# Karwica Mazurska
Karwica Mazurska [karˈvit͡sa maˈzurska] (deutsch Kurwien (Bahnhof)) ist ein kleiner Ort in der polnischen Woiwodschaft Ermland-Masuren und gehört zur Gmina Ruciane-Nida (Stadt- und Landgemeinde Rudczanny/Niedersee-Nieden) im Powiat Piski (Kreis Johannisburg).

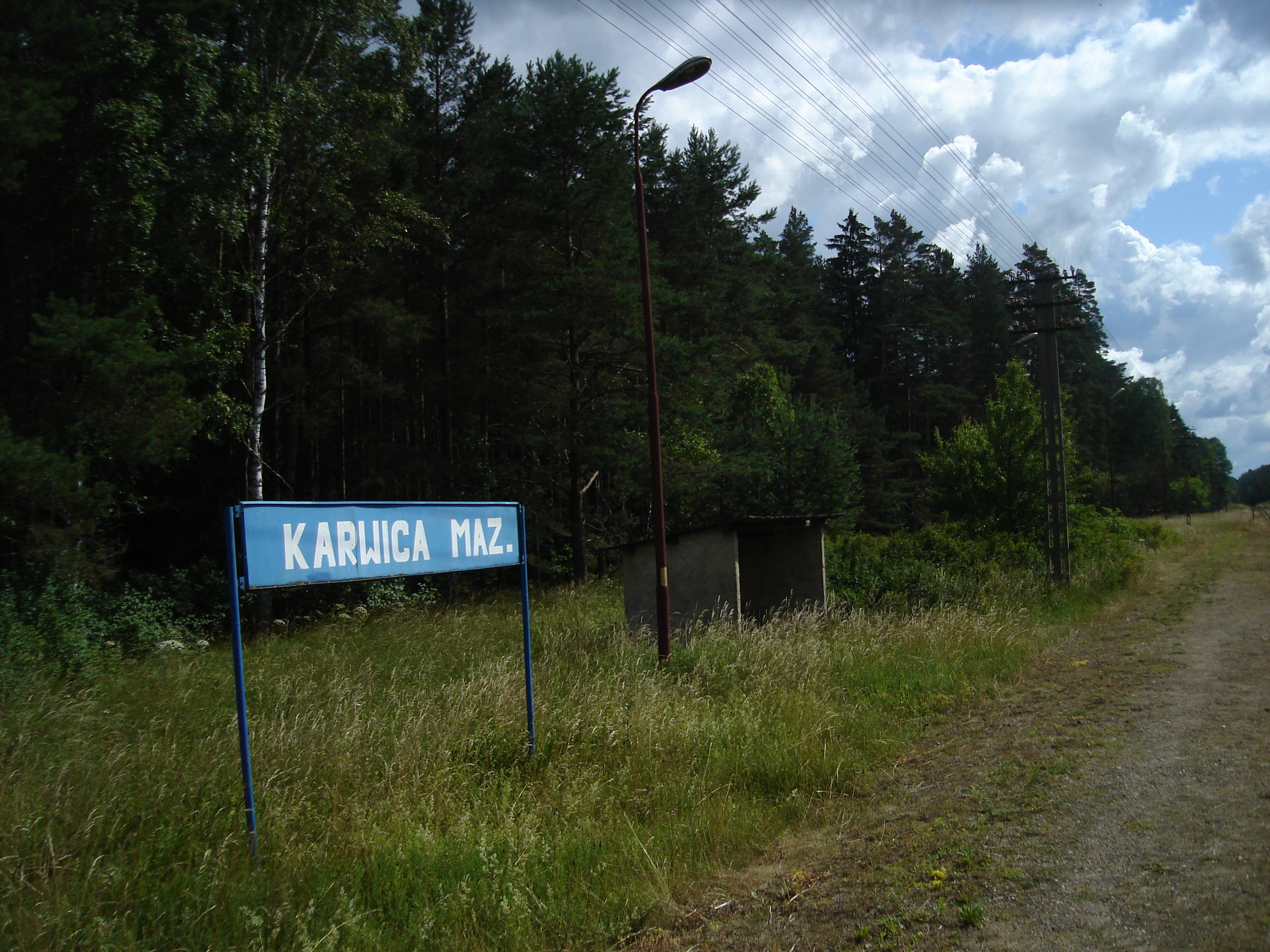
Stationsschild des Eisenbahnhaltepunkts Karwica Mazurska

## Geographische Lage
Karwica Mazurska liegt im Südosten der Woiwodschaft Ermland-Masuren, 25 Kilometer westlich der Kreisstadt Pisz (deutsch Johannisburg) und sieben Kilometer nordwestlich des Dorfes Karwica (Kurwien).
Gelegen an der Bahnstrecke Olsztyn–Ełk, verläuft durch Karwica Mazurska auch eine Nebenstraße, die die Landesstraße 58 bei Rosocha (Jägerswalde) mit Ciesina (Erdmannen) verbindet.

## Geschichte
Der heutige Weiler (polnisch Osada) entstand nach Anlage einer Bahnstation an der am 15. August 1884 im Abschnitt Ortelsburg–Johannisburg eröffneten Bahnstrecke von Allenstein nach Lyck (polnisch Olsztyn–Ełk). Die Station hieß bis 1945 „Kurwien“.
Das Dorf Kurwien war bis 1945 die Muttergemeinde für den Wohnplatz Bahnhof Kurwien im Kreis Johannisburg im Regierungsbezirk Gumbinnen (ab 1905: Regierungsbezirk Allenstein) der preußischen Provinz Ostpreußen. Bewohnt war die Bahnhofssiedlung fast ausschließlich von Bahnbediensteten.
1945 kam sie in Kriegsfolge mit dem gesamten südlichen Ostpreußen zu Polen. Die Bahnstation erhielt zunächst die polnische Bezeichnung „Kurwia“, ab 1. Februar 1947 dann „Karwica Mazurska“. Unter diesem Namen ist der kleine Ort heute eine Ortschaft im Verbund der Stadt- und Landgemeinde Ruciane-Nida (Rudczanny/Niedersee-Nieden) im Powiat Piski (Kreis Johannisburg), bis 1998 der Woiwodschaft Suwałki, seither der Woiwodschaft Ermland-Masuren zugehörig. Im Zuge des Bahnstreckenausbaus im Abschnitt Szczytno–Ełk bis 2020 soll der Haltepunkt Karwica Mazurska wohl stillgelegt werden.

## Kirche
Vor 1945 war Bahnhof Kurwien in die evangelische Kirche Puppen (polnisch Spychowo) in der Kirchenprovinz Ostpreußen der Kirche der Altpreußischen Union sowie in die römisch-katholische Kirche Johannisburg im Bistum Ermland eingepfarrt. Heute sind die evangelischen Einwohner Karwica Mazurskas nach Pisz in der Diözese Masuren der Evangelisch-Augsburgischen Kirche bzw. die katholische Bevölkerung nach Spychowo im Erzbistum Ermland der polnischen katholischen Kirche hin orientiert.